# Dositej Stojkovski

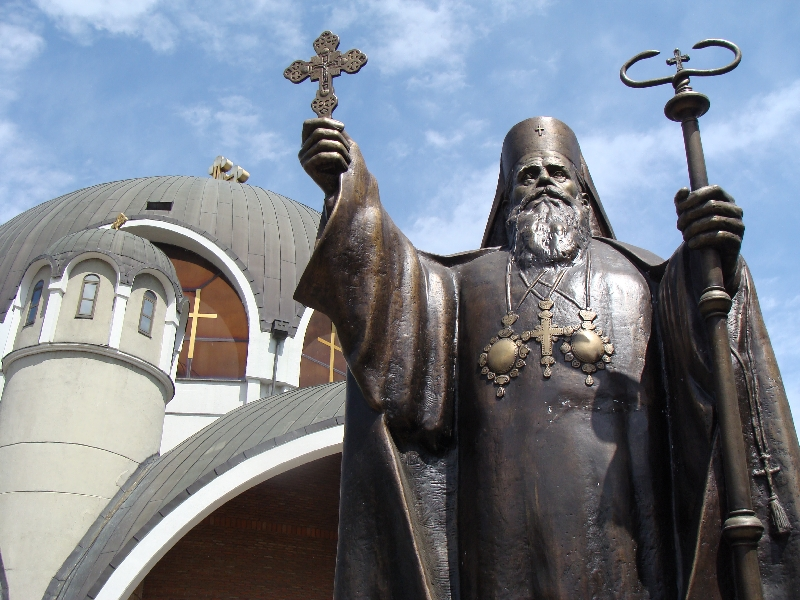
Statue von Dositejs II. vor der St. Kliment-Kirche in Skopje.

Dositej II. (maz. Доситеј II, bürgerlicher Name: Dimitrija Stojkovski) (* 7. Dezember 1906 in Mavrovo; † 20. Mai 1981 in Skopje) war von 1958 bis zu seinem Tod Erzbischof von Ohrid und das erste Oberhaupt der Mazedonisch-orthodoxen Kirche. Er nannte sich Dostej II. weil er sich in der Kontinuität der Erzbischöfe von Ohrid sah, die diese Metropolie bis ins 18. Jahrhundert verwaltet hatten. Unter seiner Führung lösten sich die orthodoxen Mazedonier 1967 von ihrer serbischen Mutterkirche und erklärten einseitig die Autokephalie.
Vor seiner Erhebung zum Erzbischof von Ohrid war Dositej Bischof von Toplice, einer zur serbisch-orthodoxen Kirche gehörigen Titular-Eparchie. Das zweite mazedonische Nationalkonzil wählte ihn im Oktober 1958 zum Erzbischof von Ohrid. Gleichzeitig wurde die autonome mazedonische Kirche gegründet und deren Statut verabschiedet. Der Heilige Synod der Serbisch-Orthodoxen Kirche bezeichnete die Wahl Dositejs als unkanonisch und zögerte mit der Anerkennung des neuen Erzbischofs. Aber 1959 kam Patriarch German nach Mazedonien und weihte gemeinsam mit Dositej einen neuen Bischof für eine der mazedonischen Eparchien. 1964 besuchte Dositej zusammen mit German Bulgarien.
Gleichwohl blieben die Beziehungen zwischen der serbischen und der mazedonischen Kirche gespannt und 1967 erklärten die Mazedonier auf ihrem 3. Nationalkonzil die Autokephalie. Für die Serben war Dositej nun ein Schismatiker. Seine weitere Amtszeit widmete der Ohrider Erzbischof dem Ausbau der kirchlichen Strukturen der eigenständigen mazedonischen Kirche. Gleichzeitig bemühte er sich um die Anerkennung seiner Kirche durch die anderen orthodoxen Kirchen. Dabei war er aufgrund des serbischen Widerstands nicht erfolgreich.